# Municipio de Prairie (condado de Carroll)
El municipio de Prairie (en inglés: Prairie Township) es un municipio ubicado en el condado de Carroll en el estado estadounidense de Misuri. En el año 2010 tenía una población de 169 habitantes y una densidad poblacional de 1,79 personas por km².

## Geografía
El municipio de Prairie se encuentra ubicado en las coordenadas 39°23′26″N 93°42′31″O / 39.39056, -93.70861. Según la Oficina del Censo de los Estados Unidos, el municipio tiene una superficie total de 94.39 km², de la cual 94,26 km² corresponden a tierra firme y (0,14 %) 0,13 km² es agua.

## Demografía
Según el censo de 2010, había 169 personas residiendo en el municipio de Prairie. La densidad de población era de 1,79 hab./km². De los 169 habitantes, el municipio de Prairie estaba compuesto por el 100 % blancos. Del total de la población el 0 % eran hispanos o latinos de cualquier raza.